# Armin Ulrich

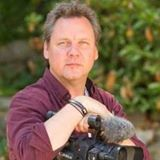
Armin Ulrich (2014)

Armin Ulrich (* 1. November 1966 in Arolsen) ist ein deutscher Theater- und Fernsehregisseur und Filmproduzent.

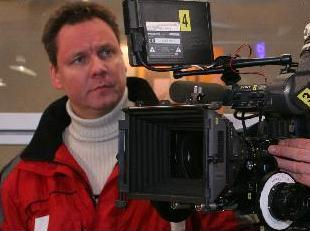
Dreharbeiten „Marienhof“ (2007)

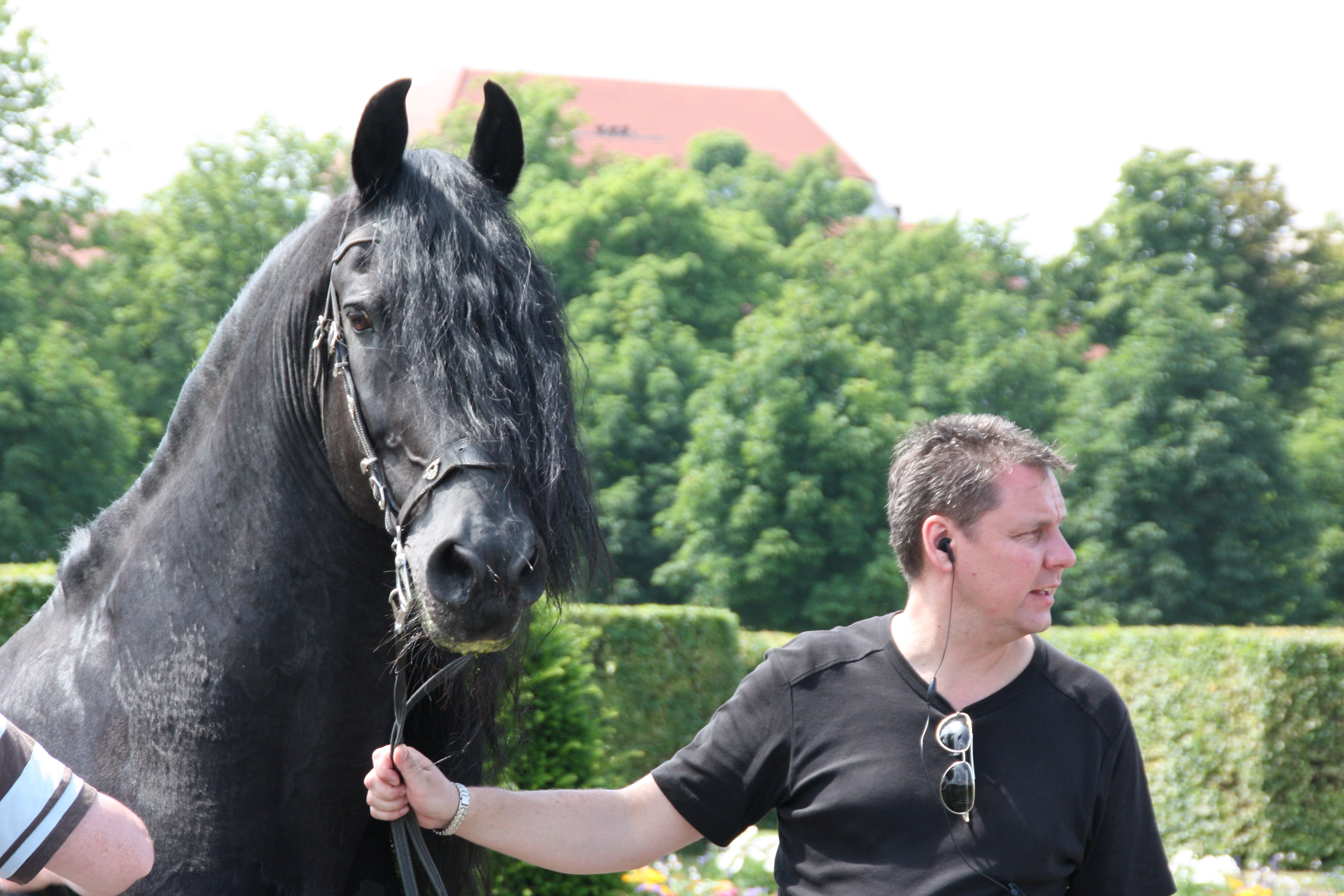
Dreharbeiten Von der Doppellonge zum Langen Zügel (2009)

## Leben
Nach dem Studium der Neueren Deutschen Literatur, Medienwissenschaften und Psychologie in Marburg und Hagen arbeitete er zunächst als Aufnahmeleiter und ab 1996 als Regieassistent (u. a. bei Franz Peter Wirth und Michael Werlin). Seit 1999 arbeitet Armin Ulrich als Regisseur bei verschiedenen Fernsehproduktionen. Für seinen Kurzfilm Déjà vu wurde er 2004 mit der Goldenen Kamera des SWR ausgezeichnet.
Mit seiner Filmproduktion ARMINIUS MEDIA produzierte er ab 2007 Filme aus dem Bereich des Pferdesports. 2008 wurde der erste Film fertiggestellt, der den Auftakt zu einer Reihe über die deutschen Gestüte bildete: Das Sanssouci der Pferde, eine Dokumentation über das Haupt- und Landgestüt in Neustadt (Dosse). Mitte 2008 folgte der Film Das Haupt- und Landgestüt Marbach, eine einstündige Dokumentation über das älteste Staatsgestüt Deutschlands. Warendorf – die Stadt der Pferde erschien Ende 2008. Neben Ausschnitten aus der Hengstparade und der Symphonie der Hengste ist in diese Film vor allem die Deutsche Reiterliche Vereinigung (FN), das Deutsche Olympiade Komitee für Reiterei (DOKR) sowie die Bundeschampionate und natürlich die Stadt Warendorf selbst Thema. Der 2009 produzierte 
Film Von der Doppellonge zum Langen Zügel ist der Auftakt zu einer Serie von Lehrfilmen über die schonungsvolle Ausbildung von Pferden.
Ab 2010 produzierte er ebenfalls das Online-Pferdemagazin My Horse Channel, das jede Woche aus der Welt der Pferde berichtete und Tipps und Produkte für Reiter vorstellte.
Mit der Natural-Horsemanship-Instruktorin Kenzie Dysli produzierte er 2011 einen Film zum Thema Zirzensik und Bodenarbeit mit dem Titel Motiviere Dein Pferd – Der Weg zur Freiheitsdressur und Zirzensik. Im Sommer 2012 lernte er Linda Tellington-Jones kennen. Mit ihr produzierte er den Film Die Weltall Story – T Touch für Dressur und Sportpferde. Anhand des Grand-Prix-Pferds Weltall verdeutlicht Linda Tellington-Jones die Arbeit mit dem T-Touch. Klaus Balkenhol und Dieter Laugks unterstützten ebenfalls die Dreharbeiten.

## Familie
Armin Ulrich ist der Bruder der Schauspielerin Heike Ulrich, die von 2000 bis 2011 in der Rolle der Tanja Maldini in der ARD-Serie Marienhof zu sehen war, und der Politikerin Doris von Sayn-Wittgenstein.

## Werke

### Filme
- „Das Sanssouci der Pferde“
- „Das Haupt- und Landgestüt Marbach“
- „Warendorf – die Stadt der Pferde“
- „Von der Doppellonge zum Langen Zügel“, von Tatjana Früh
- „Centered Riding - Reiten aus der Körpermitte“, von Angelika Engberg
- „Pferde sicher verladen“, von Birger Gieseke
- „Passt mein Sattel wirklich?!“, von Desmond O’Brien
- „Motiviere Dein Pferd – Der Weg zur Freiheitsdressur und Zirzensik“, von Kenzie Dysli
- „Vom Halftern bis zum Satteln“, von Tatjana Früh
- „Horsemanship - Motivationstraining im Longierzirkel und Roundpen“, von Birger Gieseke
- „Erkenne Dein Pferd“, von Christian Schacht
- „Die Weltall Story – T Touch für Dressur und Sportpferde“, von Linda Tellington-Jones
- „Mit Leichtigkeit zum besseren Sitz“, von Anke Recktenwald
- „Horsemanship 2 – Motivationstraining im Longierzirkel und Roundpen“, von Birger Gieseke
- „So versteht Dich Sein Pferd“, von Peter Pfister
- „Working Equitation – der neue Spaß am Reiten“
- „Ecke gut, alles gut“, von Thomas Ritter
- „Balance Pads“, von Anke Recktenwald
- „Pferdepsychologie – praktisch erklärt“, von Vivian Gabor
- „Dancing Horses“, von Emilia Emi
- „Verständliche Hilfengebung mit Sitz und Hand“, von Anke Recktenwalg
- „Grundlagen für Freies Reiten“, von Emilia Emi
- „Vom Problempferd zum motivierten Partner“, von Vivian Gabor
- „Wendungen und Halbe Paraden“, von Angelika Engberg
- "Jenseits des Nordlichts" von Heike Ulrich

### Theater
- Der Riese Phantasus
- Jetzt nicht, Liebling
- Tartuffe
- Dantons Tod

### Fernsehen
- SWR3 latenight
- Tigerenten Club
- Ring Frei!
- Déjà vu
- Marienhof